# Yeşiltepe, Şanlıurfa
Yeşiltepe là một xã thuộc thành phố Şanlıurfa, tỉnh Şanlıurfa, Thổ Nhĩ Kỳ. Dân số thời điểm năm 2011 là 373 người.